# Cerapachys fuscior
Cerapachys fuscior är en myrart som beskrevs av Mann 1921. Cerapachys fuscior ingår i släktet Cerapachys och familjen myror. Inga underarter finns listade i Catalogue of Life.